# Boechera nuttallii
Boechera nuttallii là một loài thực vật có hoa trong họ Cải. Loài này được (Kuntze) Dorn mô tả khoa học đầu tiên năm 2001.